# Видо
Видо (грч. Βίδο []) је острвце крај града Крфа, познато из Првог светског рата , када се на њему налазила болница за српске војнике који су дошли на Крф после преласка преко Албаније. Велики број српских ратника је сахрањен у мору крај острва, у „Плавој гробници“. Током '30 година 20. века на острву је довршена изградња маузолеја у коме су записана имена оних који су ту издахнули, а чија су имена била знана.
Острво је удаљено свега километар од градске луке у Крфу и да би се стигло до њега потребно је десетак минута вожње бродићем.

## Плава гробница
На острво Видо прве су дошле 21. јануарa 1916. моравска, пиротска и чачанска војна болница. Ускоро је стигло још неколико хиљада на смрт исцрпљених и болесних младића-регрута. Првих дана умирало је дневно и до 300 војника. У прво време сахрањивани су на каменој обали острва, a касније када то више није било могуће, чамцима су превожени и потапани у воде Јонског мора. Сматра се да је на острву Виду и у Плавој гробници, као и на 27 војничких гробаља на Крфу сахрањено око десет хиљада српских војника и регрута.

## Маузолеј
Маузолеј-костурница на острву Виду рађена је по пројекту архитекте Николаја Краснова, а завршена је 1938. године.
На мермерним зидинама налазе се 1.232 касете са костима ратника који су били сахрањени на 27 крфских гробаља, a чија су имена била позната.
Кости 1.532 непозната ратника сахрањена су у два спољашња бочна камена бункера изнад којих се налази лице и наличје. Изнад улаза у маузолеј се налази велика репродукција Албанске споменице на којој се налази грб Краљевине Југославије.

## Галерија
- Српски споменички комплекс, Видо
- Маузолеј
- Поглед на острво Видо са брода
- Поглед на Крф са острва Видо
- Плава гробница, поглед са острва
- Плава гробница, поглед са брода
- Опело преминулима и представници Републике Српске
- Представници Војске БиХ одају почаст преминулим